# Potencia explosiva
La potencia explosiva o potencia rompedora (brisance, en inglés) es una medida de la rapidez con que un explosivo desarrolla su máxima presión. El término inglés proviene del verbo francés «briser», que significa ‘romper’, ‘fracturar’ o ‘crujir’.
En una voladura, la potencia de un explosivo es la capacidad que posee de fracturar y proyectar la roca u objeto a volar. Es resultado de la combinación de su velocidad de detonación y del volumen de gases producidos en la explosión.
La potencia explosiva es de importancia práctica para determinar la eficacia de una explosión en los casos de proyectiles de fragmentación, bombas revestidas con metralla, granadas, estructuras, etc. 
Un explosivo rompedor es el que alcanza su máxima presión tan rápidamente que se forma una onda de choque. El efecto neto es el de romper, por resonancia de choque, el material circundante o que está en contacto con la onda de detonación supersónica creada por la explosión. Por lo tanto, la potencia explosiva es una medida de la capacidad de rotura de un explosivo y no está necesariamente correlacionada con la capacidad de trabajo total del explosivo.

## Métodos de medida de la potencia explosiva
Ninguna prueba por sí sola es capaz de comparar directamente las propiedades explosivas de dos o más compuestos; es importante examinar los datos de varias pruebas de este tipo (aplastamiento de arena, medida Trauzl, etc.) a fin de calibrar la potencia explosiva relativa. Los valores verdaderos para comparación requerirán experimentos de campo.
El ensayo de aplastamiento de arena se emplea comúnmente para determinar la potencia explosiva relativa, en comparación con TNT. Otros métodos emplean la deformación producida en el interior de un bloque de plomo (medida Traulz) o la reacción que mueve un balancín o mortero balístico.
Uno de los explosivos convencionales más rompedores es la ciclotrimetilentrinitramina (también conocida como RDX).